# Charles-Joseph de Bévy
L'abbé Charles-Joseph de Bévy, né le 4 novembre 1738 à Saint-Hilaire-sur-Helpe, mort le 28 juin 1830 à Paris, est un bénédictin de la Congrégation de Saint-Maur, prieur commendataire du prieuré de la Sainte-Trinité-de-Beauchêne puis, sous la Restauration, aumônier et bibliothécaire du ministère de la Guerre.
Historiographe du roi Louis XV pour la province de Flandre et Hainaut, il a laissé plusieurs ouvrages.

## Publications
- Histoire des inaugurations des Rois, Empereurs, et autres Souverains de l’Univers ; depuis leur origine jusqu'à présent. Suivie d’un précis de l’État des Arts & des Sciences sous chaque Regne : des principaux faits, mœurs, coutumes & usages les plus remarquables des François, depuis Pepin jusqu’à Louis XVI. Par M.***. Paris, Moutard, 1776, in-8º, XVI (y compris la p. de titre), 559 (en réalité, 563 à la suite d'une erreur typographique de numérotation des pages à partir de la p. 544), [5 (errata, approbation)] pp., 14 planches à pleine page hors texte d’après Michel RIEG dont 12 gravées par TRIÈRE et 2 par INGOUF ju. (Ouvrage dont les illustrations proposent les représentations d’environ 80 costumes portés en France du XIIIe au XVIIIe siècle.)
- Histoire de la noblesse (Liège, 1791)
- Unique origine des rois de France (Paris, 1814)
- Manuel des Révolutions, suivi du parallèle des révolutions des siècles précédens avec celle actuelle. Ouvrage utile Aux Souverains, au Clergé, à la Noblesse, aux Magistrats & à tous les honnêtes Habitans des Villes & de la Campagne. 1793. Il retrace ici l'histoire des révolutions dans les Pays-Bas depuis le XIe siècle et les met en parallèle avec celle de 1789, pour montrer qu'elles ne sont "provenues que des sectes."